# Costa Rica en los Juegos Olímpicos de Salt Lake City 2002
Costa Rica estuvo representada en los Juegos Olímpicos de Salt Lake City 2002 por un deportista masculino que compitió en esquí de fondo.
El equipo olímpico costarricense  no obtuvo ninguna medalla en estos Juegos.